# (14937) Thirsk
(14937) Thirsk (1995 CP3) – planetoida z pasa głównego asteroid okrążająca Słońce w ciągu 4,2 lat w średniej odległości 2,6 j.a. Odkryta 1 lutego 1995 roku.